# チャールズ・ケニー・ハミルトン
チャールズ・ケニー・ハミルトン（Charles Kenney Hamilton 、1885年5月30日 - 1914年1月22日）はアメリカ合衆国の航空のパイオニアである。1909年、日本の上野公園で飛行船の公開飛行を行った。
コネチカット州のニューブリテンで生まれた。18歳の時からアメリカ南西部で、気球飛行やパラシュートでのジャンプを演じて生活した。1905年6月に法律家で発明家にイスラエル・ルドローの作った箱凧で飛行したことが知られている。ルドローと1905年8月に飛行船の製作をはじめ、各地の興行で成功を収めた。1908年には自らの資金でリンカーン・ビーチーの製作した飛行船を購入し、巡業を始めた。1909年日本を訪れ上野公園で日本最初の飛行船の飛行を行った。
人々の関心が飛行船から飛行機による飛行に移ると、ハミルトンはグレン・カーティスの元で飛行を学び、上空でエンジンを止めて降下して地上付近で引き起こして着陸するというスタントを行なった。アメリカを興行したジョン・モワザンの航空サーカス団（Moisant International Aviators ）に加わるなど、パイロットとして成功したが、1914年、結核で病死した。